# رابانو
يعرف بـرابانو أو ربانو أو ربعانو أو رفآنو؛ و ذلك لاختلاف لفظ الحروف الأوغاريتية بين الباحثين، و يدل اسمه على المتبحر في العلوم الربانية. و قد عاش في القرن الثالث عشر قبل الميلاد، هو أقدم طبيب بيطري معروف في العالم، كان من كبار الكهنة، و كان مستشاراً لملوكها، وعارفاً بالحكمة والفلسفة والطب واللغات في عصره.
عثر على المكتبة الرئيسية لمملكة أوغاريت في منزله، مما يدل عل ثقة الملوك به، وعلى المنزلة العلمية والفكرية والثقافية الكبيرة التي بلغها.
ضمت مجموعة مكتبته أكثر من مائتي لوح باللغة الأكادية التي كانت اللغة الرسمية وقتها.
محتوياتها: مراسلات دبلوماسية وملكية وتقارير عسكرية ونصوص قانونية واقتصادية ودينية وطبية.
من أهم ما ضمته مجموعة رابانو؛ لوحة كبيرة موسوعية المعلومات، نقش عليها ما يقارب 500 سطر، وزعت على ثمانية أعمدة، و تتضمن لوائح بأسماء الأسماك والطيور والنباتات والمعادن والمنسوجات والألبسة والأقمشة، ولوحات قواميس وهي عبارة عن لوائح لتعابير أوغاريتية وما يقابلها في كل من اللغات الأكادية والسومرية والحورية، فيصح لنا أن نعتبره من العلماء الطبيعيين وعلماء الألسن واللغات المقارنة السابقين لعصرهم، فقد كان العالم في ذلك الزمان موسوعيا كما يتطلب الواقع، عكس التخصص في أيامنا هذه.
ومن ضمن النصوص التي اكتشفت في مكتبته أيضاً نص موضوعه ترويض الأحصنة (سياسة الخيل) ومعالجة الأحصنة من لدغ الأفاعي؛ يتكلم على تفاصيل تربية الأحصنة، التي كانت ترتع حرة في سهول مملكة أوغاريت وتتعرض للدغ الأفاعي السامة التي كان خطرها يزداد، ويزداد تأثير سمها عندما كانت تبدل جلدها في الربيع.
لقد ترك رابانو أثراً كبيراً في نفوس الشعب الكنعاني في أوغاريت وملوكها؛ يدل على ذلك أن جميع قبور الأوغاريتيين قد دفنت في المقابر العامة؛ ودفن الملوك في المقابر الملكية الخاصة بهم، أما هو فكان الوحيد الذي دفن في منزله؛ وإمعاناً في التكريم له وتقديراً لما قدمه، دفنت عائلته لاحقاً في مدفنٍ مجاور لمدفنه في منزله. كما لا تزال أطلال منزله ومدفنه ومدفن أسرته قائمة إلى اليوم.